# سيف النصر بن سعود بن عبد العزيز آل سعود
الأمير سيف النصر بن سعود بن عبد العزيز آل سعود الابن الواحد والخمسون من أبناء الملك سعود. وهو أخ شقيق لكل من: الأمير جلوي بن سعود، الأميرة وطفاء بنت سعود، والأميرة عبير بنت سعود.

## أسرته
متزوج من الأميرة فهدة بنت فيصل الجبر الرشيد، وأنجبا:
- الأمير سعود بن سيف النصر بن سعود (مواليد 3 فبراير 1981، جدة).[3]
- الأمير عبد العزيز بن سيف النصر بن سعود (حاصل على الماجستير في العلاقات الدولية).[4] متزوج من الأميرة لولوة بنت نواف بن محمد بن عبد الله آل سعود[5] وله من الأبناء الأمير سعود.[6]
- الأمير فهد بن سيف النصر بن سعود (مواليد 10 سبتمبر).[7] متزوج من الأميرة البندري بنت عبد العزيز بن فهد بن سعد الأول آل سعود[8] وله من الأبناء الأمير فيصل[9]، الأمير عبد العزيز[10]، الأمير أحمد[11]، والأمير نايف.[12]
- الأمير مشعل بن سيف النصر بن سعود (مواليد 21 نوفمبر).[13] متزوج من الأميرة سما بنت فهد بن سعود الكبير[14]، وله من الأبناء الأمير تركي.[15]
- الأميرة الجوهرة بنت سيف النصر بن سعود. متزوجة من الأمير محمد بن عبد الرحمن بن ناصر بن عبد العزيز آل سعود[16] ولها من البنات الأميرة لولوة، والأميرة بسمة.[17]
- الأميرة عبير بنت سيف النصر بن سعود.
- الأميرة نورة بنت سيف النصر بن سعود.

## وفاته
توفي الأمير سيف النصر بن سعود بن عبد العزيز آل سعود في يوم الخميس 7 صفر 1426 هـ الموافق 17 مارس 2005، عن عمر يناهز تسعة وأربعين عاما إثر أزمة مفاجئة، وكان العزاء في منزل شقيقه جلوي بن سعود بن عبد العزيز آل سعود.